# La muta di Portici (film 1952)
La muta di Portici è un film del 1952 diretto da Giorgio Ansoldi, tratto dall'omonimo romanzo di Eugène Scribe.

## Produzione
La pellicola è ascrivibile al filone dei melodrammi sentimentali, comunemente detto strappalacrime, allora molto in voga tra il pubblico italiano, poi ribattezzato dalla critica con il termine neorealismo d'appendice.

## Incassi
L'incasso accertato sino a tutto il 31 marzo 1959 fu di 198.461.977 lire dell'epoca.